# Alexandra (Nova Zelanda)
Alexandra (en maori: Areketanara) és un poble neozelandès localitzat al districte de Central Otago de la regió d'Otago. Es localitza a la riba del riu Clutha, a 112 quilòmetres de la capital regional de Dunedin. El 2006 Alexandra tenia 4.827 habitants.

## Història
Alexandra va ser fundat arran de la quimera de l'or d'Otago en la dècada de 1860. Va ser anomenada en honor d'Alexandra de Dinamarca. Aleshores era conegut als miners com a «Lower Township», «Junction Township» i «Manuherikia».
En la dècada de 1980, degut al creixement demogràfic, molts horts van ser destruïts per poder construir.

## Geografia

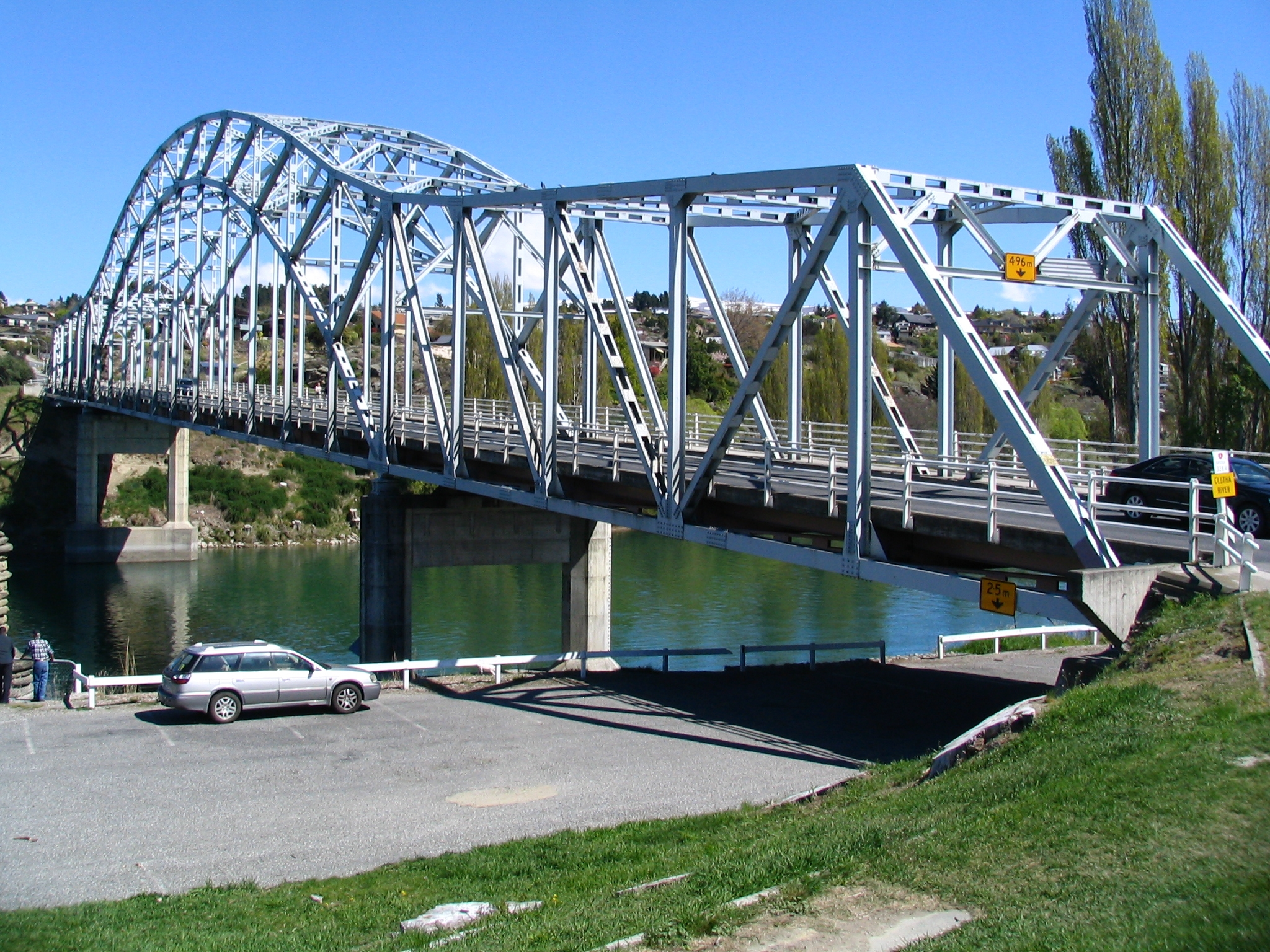
Aquest pont, construït el 1958, travessa el riu Clutha i uneix l'autovia estatal 8 amb Alexandra

Alexandra és un municipi que serveix les àrees properes que formen part de la indústria fruitera. Les vinyes també són una altra indústria econòmica del districte. Alexandra té la vinya més austral del món, anomenada Black Ridge.
El poble és un destí turístic popular. Durant els mesos d'estiu l'equip de criquet Otago Volts hi juga ocasionalment, aportant a Alexandra uns quants milers de turistes per cada partit.
Alexandra es localitza a 112,13 quilòmetres de Dunedin; a 321,89 quilòmetres de Christchurch; a 620,96 quilòmetres de Wellington i a 1.038,04 quilòmetres d'Auckland.

## Clima
| Paràmetres climàtics mitjans de Alexandra | Paràmetres climàtics mitjans de Alexandra | Paràmetres climàtics mitjans de Alexandra | Paràmetres climàtics mitjans de Alexandra | Paràmetres climàtics mitjans de Alexandra | Paràmetres climàtics mitjans de Alexandra | Paràmetres climàtics mitjans de Alexandra | Paràmetres climàtics mitjans de Alexandra | Paràmetres climàtics mitjans de Alexandra | Paràmetres climàtics mitjans de Alexandra | Paràmetres climàtics mitjans de Alexandra | Paràmetres climàtics mitjans de Alexandra | Paràmetres climàtics mitjans de Alexandra | Paràmetres climàtics mitjans de Alexandra |
| Mes                                       | Gen.                                      | Feb.                                      | Mar.                                      | Abr.                                      | Mai.                                      | Jun.                                      | Jul.                                      | Ago.                                      | Set.                                      | Oct.                                      | Nov.                                      | Des.                                      | Anual                                     |
| ----------------------------------------- | ----------------------------------------- | ----------------------------------------- | ----------------------------------------- | ----------------------------------------- | ----------------------------------------- | ----------------------------------------- | ----------------------------------------- | ----------------------------------------- | ----------------------------------------- | ----------------------------------------- | ----------------------------------------- | ----------------------------------------- | ----------------------------------------- |
| Temperatura diària màxima °C (°F)         | 23,5 (74,3)                               | 23,8 (74,8)                               | 21,5 (70,7)                               | 17,5 (63,5)                               | 12,4 (54,3)                               | 7,5 (45,5)                                | 7,9 (46,2)                                | 11,4 (52,5)                               | 15 (59)                                   | 17,5 (63,5)                               | 20,2 (68,4)                               | 22,1 (71,8)                               | 16,7 (62,1)                               |
| Temperatura diària mínima °C (°F)         | 10,6 (51,1)                               | 10,5 (50,9)                               | 8,7 (47,7)                                | 5,1 (41,2)                                | 1,5 (34,7)                                | −1,7 (28,9)                               | −1,8 (28,8)                               | −0,4 (31,3)                               | 2,9 (37,2)                                | 5,5 (41,9)                                | 7,6 (45,7)                                | 9,9 (49,8)                                | 4,9 (40,8)                                |
| Precipitació total mm (polzades)          | 29 (1,1)                                  | 22 (0,9)                                  | 40 (1,6)                                  | 34 (1,3)                                  | 35 (1,4)                                  | 26 (1)                                    | 23 (0,9)                                  | 24 (0,9)                                  | 27 (1,1)                                  | 41 (1,6)                                  | 26 (1)                                    | 43 (1,7)                                  | 360 (14,2)                                |
| Font: NIWA Climate Data                   |                                           |                                           |                                           |                                           |                                           |                                           |                                           |                                           |                                           |                                           |                                           |                                           |                                           |

## Demografia
| Evolució demogràfica d'Alexandra | Evolució demogràfica d'Alexandra | Evolució demogràfica d'Alexandra |
| Any                              | Població                         | Creixement                       |
| -------------------------------- | -------------------------------- | -------------------------------- |
| 1996                             | 4.617                            |                                  |
| 2001                             | 4.407                            | −9,5%                            |
| 2006                             | 4.827                            | +9,6%                            |

Segons el cens de 2006 Alexandra tenia 4.827 habitants, un augment de 423 habitants (9,6%) des del cens de 2001. Hi havia 2.016 llars habitades.
De la població d'Alexandra, un 23,1% eren persones majors de 64 anys, comparat amb el 12,3% nacionalment; les persones menors de 15 anys formaven el 17,2% de la població, comparat amb el 21,5% nacionalment.
Les ètnies d'Alexandra eren (amb figures nacionals en parèntesis): 82,2% europeus (67,6%); 7,1% maoris (14,7%); 0,8% asiàtics (9,2%); 0,4% illencs pacífics (6,9%); 0,1% de l'Orient Pròxim, Llatinoamèrica o Àfrica (0,9%); 15,2% d'altres (11,1%).
Alexandra tenia un atur de 2,3% per persones majors de 14 anys, menys que la figura nacional de 5,1%. El sou anual de mediana de persones majors de 14 anys era de 22.100$, comparat amb 24.400$ nacionalment. D'aquestes, un 45,8% tenien un sou anual de menys de 20.001$, comparat amb un 43,2% nacionalment, mentres que un 11,9% tenien un sou d'igual o de més de 50.000$ anualment, comparat amb un 18,0% nacionalment.

## Política
Nacionalment, Alexandra es localitza a la circumscripció electoral general de Waitaki i a la circumscripció electoral maori de Te Tai Tonga de la Cambra de Representants de Nova Zelanda.
Waitaki es considera una circumscripció electoral històricament i actualment conservadora. Des de les eleccions de 2008 ha guanyat sempre el Partit Nacional, i el Partit Laborista no ha guanyat des de les eleccions de 1987. Des de les eleccions de 2008 ha guanyat sempre Jacqui Dean. En les eleccions de 2011 Dean guanyà amb el 61,45% del vot de la circumscripció. En segon lloc quedà Barry Monks del Partit Laborista amb el 24,02% del vot.
Te Tai Tonga, per altra banda, es considera una circumscripció liberal. Des de les eleccions de 2011, i entre les eleccions de 1999 i 2005, ha guanyat sempre el Partit Laborista. Des de les eleccions de 2011 ha guanyat sempre Rino Tirikatene. En les eleccions de 2011 Tirikatene guanyà amb el 40,62% del vot de la circumscripció. En segon lloc quedà Rahui Katene del Partit Maori amb el 31,79% del vot.